# Carmen Vidal
Carmen Vidal (28. června 1915 Reghaïa, Alžírsko – 10. února 2003 Alcoy, Valencie, Španělsko) byla španělská podnikatelka, kosmetička a zakladatelka firmy Germaine de Capuccini.

## Život
Carmen Vidal se narodila v alžírském městě Reghaïa. Její rodiče byli Španělé. V mládí bydlela ve Španělsku.
V roce 1962 se přestěhovala do Francie, kde vstoupila do prestižní laboratoře v Paříži a pokračovala ve studiu kosmetiky. Pracovala jako publicistka v magazínu Elle, kde sdílela své znalosti v oblasti tělesné krásy. První kosmetika a krémy, které sama udělala, byly založeny na zcela přírodních ingrediencích, jako např. mandlový olej, avokádo, růžový olej, včelí vosk nebo měsíček.
V roce 1964 založila firmu Germaine de Capuccini. Tato firma dnes vyváží své produkty do více než 63 zemí.